# Нечатово (Столинский район)
Нечатово (бел. Няча́тава,  пол. Nieczatów) — деревня в Столинском районе Брестской области Беларуси. В составе Федорского сельсовета.

## География
Расположена в 30 км до Столина, в 185 км до Бреста, в 3 км на юг аг. Федоры.
В 3 км расположено шоссе Р-6.
Ближайшие населённые пункты Федоры (2 км), Колодное (5 км), Жолкино (5 км),

## История
До 1793 года в составе Речи Посполитой. С 1793 по 1917 — в Российской Империи. 1921-1939 в составе Польши, с 1939 в БССР.
В 1880 году деревня упоминается в справочнике Королевства Польского как "село на р. Стубла, приток Припяти, Пинского повета, в пустынной области Полесья, в местности званой Заречье, в 3-м полицейском округе, гмина Радчицк, имеет 24 двора с наделом и около 104 жителей. Собственность барона Хартинга (Hartyng)"

## Население

### Численность
- 2019 год — 154 жителей

### Динамика
- 1880 год — 104 жителя
- 1999 год — 307 жителей (перепись населения)
- 2009 год — 227 жителей (перепись населения)
- 2019 год — 154 жителей (перепись населения)

## Достопримечательность
- Часовня

## Галерея

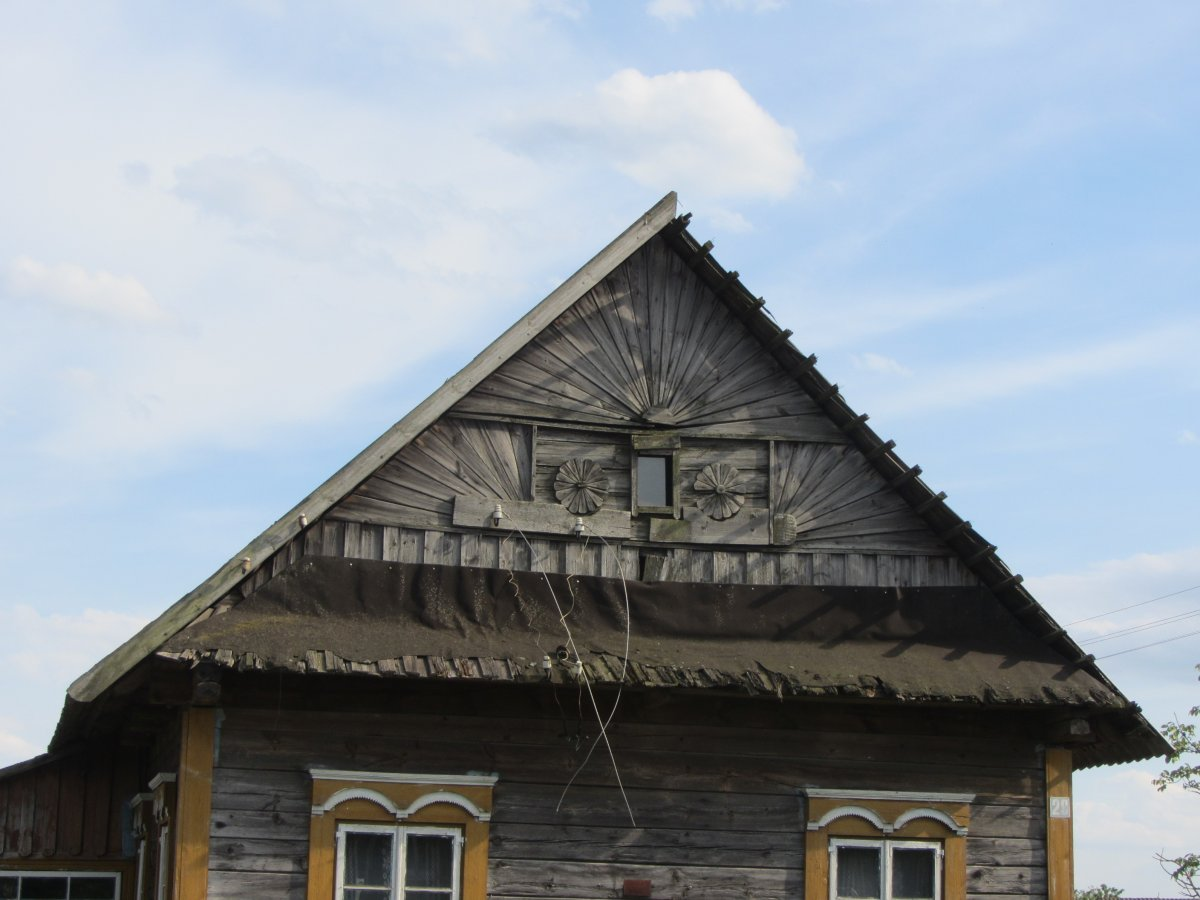
Дом
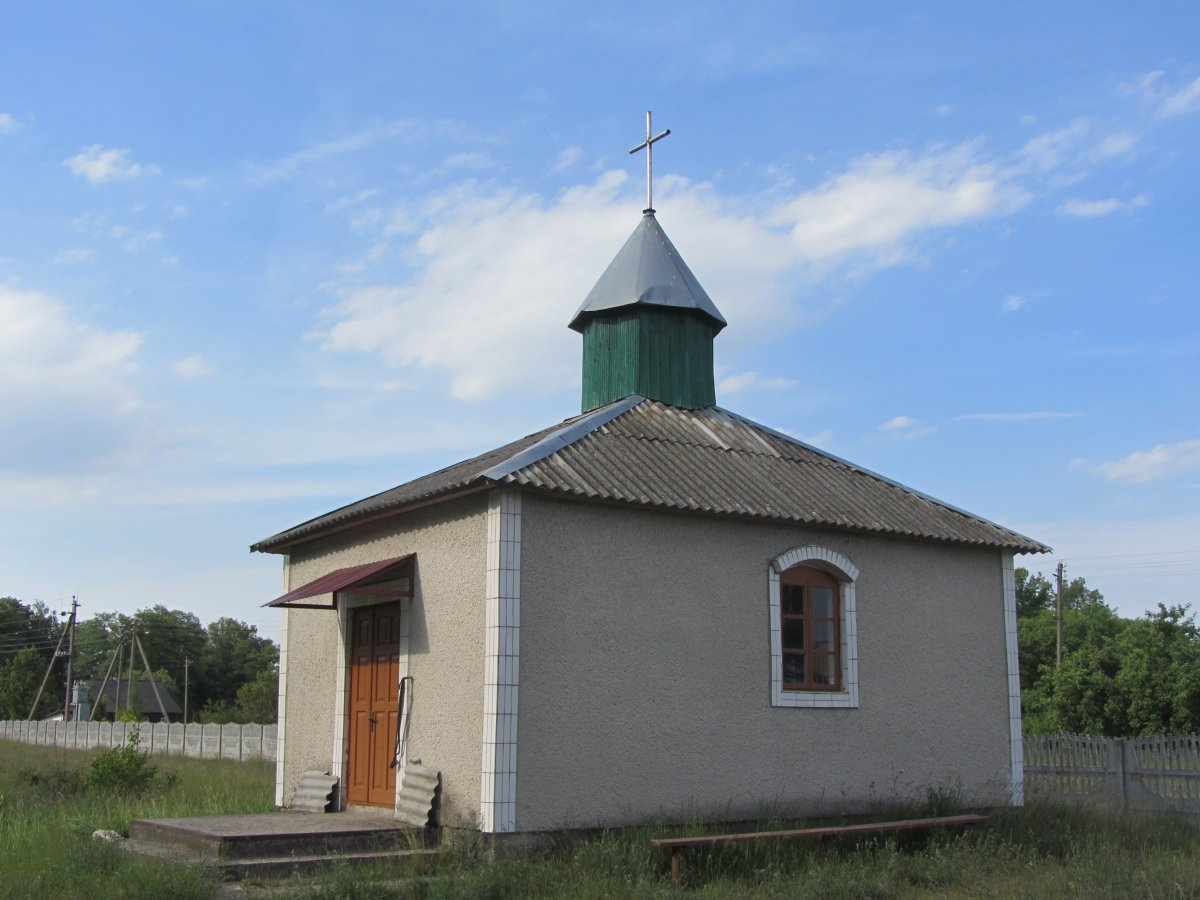
Часовня